# جائزة ومنحة الملك سلمان لتاريخ الجزيرة العربية
جائزة ومنحة خادم الحرمين الشريفين الملك سلمان بن عبد العزيز لدراسات وبحوث تاريخ الجزيرة العربية، هي تقدير معنوي ومادي تقدمه السعودية ممثلة في دارة الملك عبد العزيز للباحثين والباحثات الأفراد المتميزين في تاريخ الجزيرة العربية، ممن هم على قيد الحياة، ولها خمسة أفرع واحد منها يمنح لغير السعوديين، ولا يشترط للأعمال المرشحة أن تقدم باللغة العربية.

## الأهداف
تهدف الجائزة، التي انطلقت دورتها الأولى عام 2005م، لدعم وتشجيع الدراسات والبحوث ذات العلاقة بتاريخ الجزيرة العربية، وتقديم المنح البحثية وتسليط الضوء على القضايا التي تبحث بشكل كاف، وخصوصا المتعلقة بالمملكة العربية السعودية.

## أفرع الجائزة
- الجائزة التقديرية للمتميزين في دراسات وبحوث تاريخ الجزيرة العربية من السعوديين.
- الجائزة التقديرية للمتميزين في دراسات وبحوث تاريخ الجزيرة العربية من غير السعوديين.
- جائزة الرسائل العلمية.
- جائزة المقالة العلمية.
- جائزة الترجمة.

## وصلات خارجية
- الموقع الرسمي